# Shahpura (stato)
Lo Stato di Shahpura fu uno stato principesco del subcontinente indiano, avente per capitale la città di Deoli.

## Storia
Lo stato di Phulia venne fondato ufficialmente nel 1629 e venne rinominato dal 1631 Shahpura, quando ancora era uno jagir (feudo minore).
Le sue relazioni con gli inglesi vennero gestite dall'agenzia del Rajputana. L'ultimo regnante di Shahpura siglò l'ingresso all'Unione Indiana nel 1949.

## Governanti

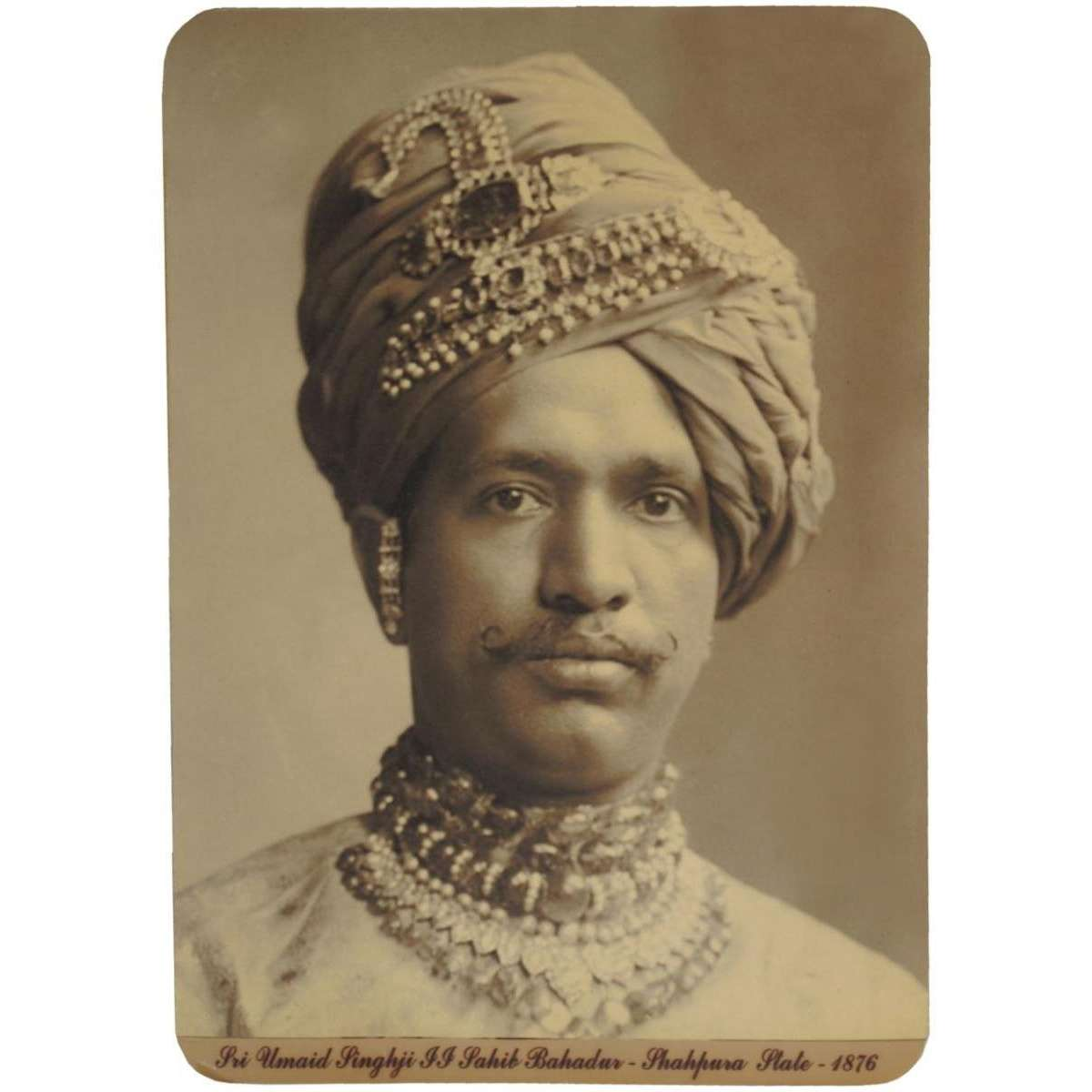
Il maharaja Sri Umaid Singh II (1876-1955).

I regnanti locali avevano il titolo di maharaja.

### Maharaja
- 1706 – 27 dicembre 1729 Bharat Singh                       (m. 1730)
- 27 dicembre 1729 – 13 gennaio 1769 Umaid Singh I                      (m. 1769)
- 14 gennaio 1769 – 29 maggio 1774 Ram Singh                          (m. 1774)
- 29 maggio 1774 – 19 maggio 1796 Bhim Singh                         (n. c.1715 – m. 1796)
- 19 maggio 1796 –  7 luglio 1827 Amar Singh                         (n. 1784 – m. 1827)
- 19 maggio 1796 – c. 1802       .... -reggente
- 7 luglio 1827 –  5 giugno 1845 Madho Singh                        (n. 1813 – m. 1845)
- 5 giugno 1845 – 23 giugno 1853 Jagat Singh                        (n. 1837 – m. 1853)
- 5 giugno 1845 – 18.. Rani Khangarotji (f) - reggente
- 15 luglio 1853 –  2 dicembre 1869 Lakshman Singh                     (n. 1852 – m. 1869)
- 23 giugno 1853 – 21 aprile 1870 Rani Mertaniji (f) - reggente (n. c.1832 – m. 1916)
- 21 aprile 1870 – 24 giugno 1932 Sir Nahar Singh        (n. 1855 – m. 1932) (dal 1º gennaio 1903, Sir Nahar Singh)
- 21 aprile 1870 –  3 marzo 1876 Rani Mertaniji (f) -Regent         (s.a.)
- 24 giugno 1932 –  3 febbraio 1947 Umaid Singh II                     (n. 1876 – m. 1955)
- 3 febbraio 1947 – 15 agosto 1947 Sudharshandev Singh                (n. 1915 – m. 1992)